# La Calera (Kolumbia)
La Calera – miasto w Kolumbii, w departamencie Cundinamarca.